# Codo (Zaragoza)
Codo es un municipio de España, en la comarca Campo de Belchite, en la provincia de Zaragoza, comunidad autónoma de Aragón. Tiene un área de 11,36 km². Se encuentra a 46 km de Zaragoza y 342 metros de altitud. Temperatura media anual, 15,1 °C. Precipitación anual, 370 mm.

## Historia

### Orígenes
El origen de la localidad es incierto. Los primeros antecedentes de habitantes en la zona corresponden a los siglos VI y VII d. C. en la Varella Castellar, donde se localizaron una necrópolis visigoda. Los primeros datos documentados que mencionan a Codo se remontan a la donación de la villa que el Rey de Aragón, don Jaime I el Conquistador, hace a los monjes cistercienses del Monasterio de Rueda el 3 de julio de 1224. Donación registrada en la sede del Justicia de Aragón.
Sangrientos son los acontecimientos que asolaron Codo y la Comarca durante la Guerra de montañeses y moriscos en la primavera de 1588. Las primeras reyertas habían tenido lugar entre moriscos de Codo y bandas de pastores de Serrablo en el Planerón. El pueblo llega a ser abandonado por sus habitantes por un tiempo indeterminado. El fin del enfrentamiento permite la vuelta de la población.
Dos hechos futuros inciden profundamente en la villa de Codo: la expulsión de los moriscos (siglo XVII) y la Desamortización de Mendizábal (siglo XIX), marcando un antes y un después en la historia de la localidad.

### Guerra civil
La guerra civil española supone el hecho más dramático en la historia de Codo durante el siglo XX. El 24 de agosto de 1937, las columnas republicanas, en el contexto de la Ofensiva de Zaragoza, atacan la localidad cercana de Quinto y ocupan Codo, para desde allí, tomar el 6 de septiembre Belchite. También fue en la población de Codo, el 24 de agosto de 1937, donde tuvo lugar la sangrienta batalla del Tercio de Montserrat. Conformado por 182 jóvenes, en su mayoría catalanes, perdieron la vida más de 140, además de numerosos civiles. Debido a los méritos de guerra conseguidos en Codo, Jaime Bofill-Gasset i Amil obtuvo la Laureada de San Fernando. La población quedó muy dañada; en la Nochebuena de 1937 todas las familias de Codo, salvo algún joven en edad de ir al frente, son obligadas a abandonar el pueblo en camiones militares. Se convierten en refugiados de guerra y son acogidos por familias republicanas en localidades del Bajo Aragón como Fabara o Nonaspe.
Durante los terribles días de 1937, estuvo en Codo el famoso escritor ruso Mijaíl Koltsov, que describió sus experiencias en el libro "Diario de la guerra española", publicado en 1938. En sus páginas pueden leerse referencias a aquellos días en Codo:

31 de agosto de 1937. — Hoy el día es caluroso y sofocante como pocos. Durante el día no hay donde tumbarse. La sombra más próxima es la de un solo olivo, y luego a muchos kilómetros de distancia, un sotito polvoriento en el que se ha escondido la reserva de los tanques. No se puede estar tumbado; sería la manera más segura de sufrir un ataque de insolación. Tampoco hay tiempo, pues desde la mañana otra vez se lucha, y en torno todo está en el combate, todo participa en él, y de él depende.

Mediana y Codo están por completo desiertos. Aquí (en Codo) los republicanos «no han hecho ni un solo prisionero». Las unidades fascistas que han sobrevivido se han unido a la guarnición de Belchite.  Allí han llevado también a todos los jóvenes campesinos, movilizados a la fuerza. Los viejos, las mujeres y los niños se han dispersado.
Codo está desierto; como encantado. En calles y patios, ni un alma. Por las terrazas de la colina se apelotonan casas edificadas con piedra gris. En las plantas bajas hay amontonados sacos de trigo y enormes tinas de aceite de oliva; en las casas de los ricachones cuelgan de los techos jamones ahumados.
La vajilla en las alacenas, la ropa en los armarios, flores aún no marchitas en un jarro, periódicos zaragozanos del 28 de agosto; la huida de este lugar ha sido repentina y trágica. Corretean fatigadas gallinas. El comisario ha dado orden de no tocarlas, pero ahora no hay quien pueda ocuparse de darles de beber. Las puertas de la iglesia están abiertas de par en par; en el altar arden las lámparas; yacen las vestiduras sacerdotales, está abierto el sagrario. En un cesto de cañas, velas clasificadas. En un platito han quedado monedas de cobre. Y al lado mismo, sobres con dibujos religiosos: Cristo bendice un rebaño de ovejas. Si se cierra el sobre, la cabeza de Franco, impresa en la lengua del sobre, cubre la cabeza de Cristo y se le aloja  cómodamente en el cuello…
En la Comandancia militar (de Codo), cajas de cartuchos, retratos de generales; sobre la mesa: listas de campesinos con anotaciones subrayadas como éstas:
«ex-anarquista»,
«ex-socialista»,
«la mujer en  Murcia».
En la plaza (de Codo) un cartel de la Falange fascista, precipitadamente  rasgado por alguno de los soldados que han pasado por aquí corriendo en persecución del enemigo. No es posible permanecer en este lugar; dan náuseas; pues el viento difunde el terrible hedor de los cadáveres que cubren toda la pendiente de la montaña y el extremo del poblado.  He aquí un moro enorme; brazos y piernas extendidos. A su alrededor dispersadas por el suelo vainas de cartuchos disparados. Lleva la guerrera abierta, y en el negro e hinchado pecho una gran mancha  de sangre.

Otros cuatro cuerpos de soldados yacen de espaldas con las nucas deshechas.

### Yacimiento arqueológico
En 1971 en La Varella Castellar, supone un hecho histórico la localización y excavación de una necrópolis visigoda. Los trabajos afectaron a seis enterramientos, unos de lajas de piedra toscamente tallada y otros con sarcófagos en caliza. Se trataba de un ajuar pobre, compuesto por un pendiente de bronce, algo de cerámica, vidrio y clavos. Su cronología data de los siglos VI y VII d. C.

## Demografía
Codo cuenta con una población de 201 habitantes (INE 2024).
| Gráfica de evolución demográfica de Codo entre 1842 y 2021                                                          |
| |
| Población de derecho según los censos de población del INE Población de hecho según los censos de población del INE |

## Administración y política
| Período   | Alcalde                      | Partido |  |
| --------- | ---------------------------- | ------- |  |
| 1979-1983 | Benito Ascaso Val            | PAR     |  |
| 1983-1987 |                              |         |  |
| 1987-1991 |                              |         |  |
| 1991-1995 |                              |         |  |
| 1995-1999 |                              |         |  |
| 1999-2003 |                              |         |  |
| 2003-2007 |                              |         |  |
| 2007-2011 | Jesús Alberto Lapuerta Barba | PAR     |  |
| 2011-2015 | Jesús Alberto Lapuerta Barba | PAR     |  |
| 2015-2023 | Raúl Cuevas Larrosa          | PP      |  |

| Partido político    | Partido político                                   | 2003   | 2007   | 2011   | 2015   | 2019   | 2023   |
| Partido político    | Partido político                                   | Ediles | Ediles | Ediles | Ediles | Ediles | Ediles |
|                     | Partido Popular de Aragón (PP)                     | 0      | 0      | 0      | 3      | 4      | 4      |
|                     | Partido de los Socialistas de Aragón (PSOE-Aragón) | 3      | 1      | 1      | 2      | 1      | 1      |
|                     | Partido Aragonés (PAR)                             | 4      | 4      | 4      | 0      | —      | —      |
|                     | Chunta Aragonesista (CHA)                          | —      | 0      | —      | 0      | —      | —      |
|                     | Izquierda Unida (IU)                               | —      | 0      | —      | —      | —      | —      |
| Total de concejales | Total de concejales                                | 7      | 5      | 5      | 5      | 5      | 5      |

## Cultura

### Fiestas
Celebra sus fiestas mayores el 20 de agosto en honor a San Bernardo debido a su pasado cirtenciense.

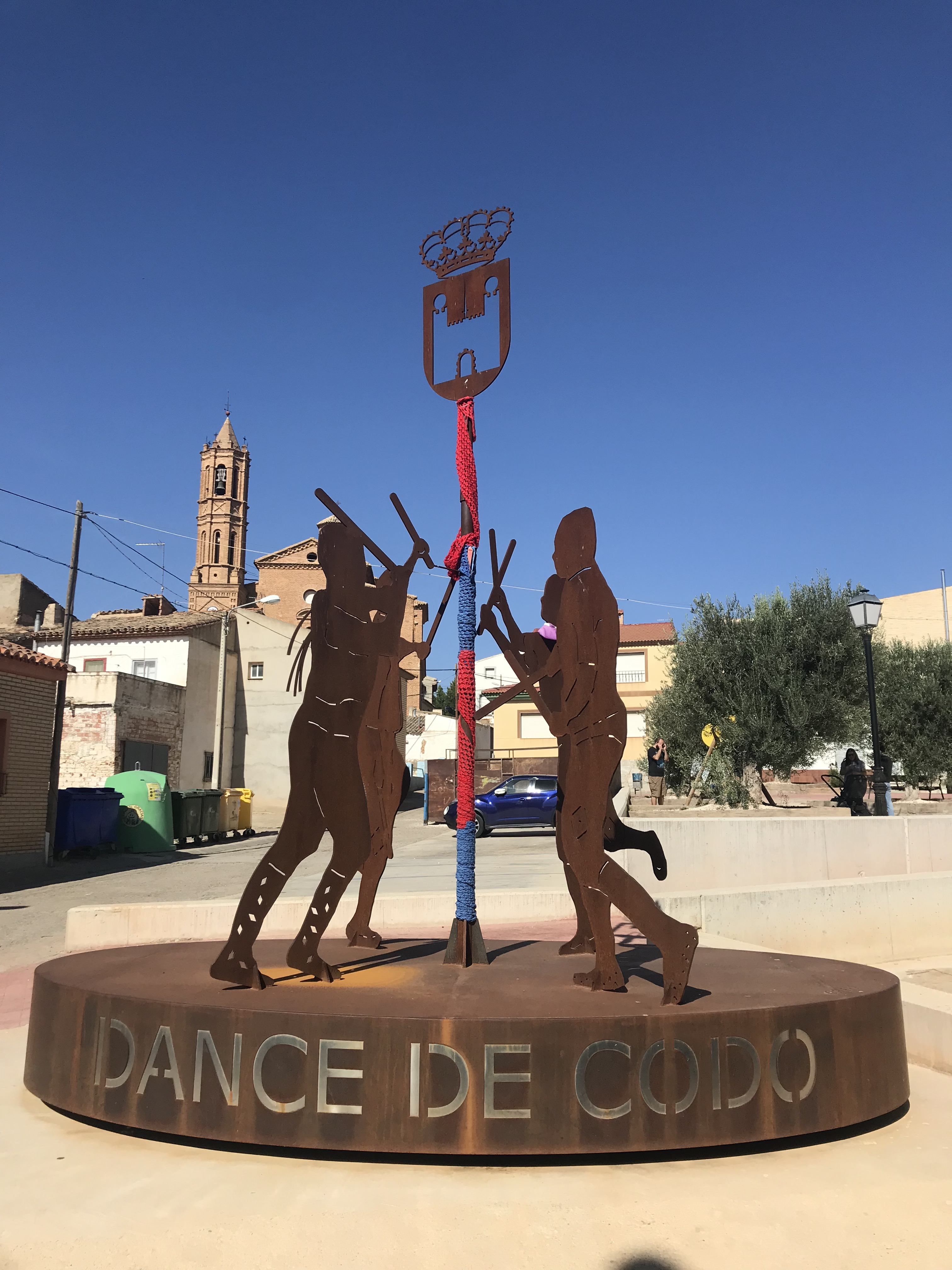
Monumento al Dance de Codo

Sus rasgos más característicos son el Dance de Codo o paloteado que se baila con trajes característicos, adornados con cintas y cascabeles, y los correspondientes palos. La música también es una señal propia al tratarse de composiciones originales y únicas en la tradición musical aragonesa. Existe memoria de un dance con espadas y broqueles hoy desaparecido. 
El dance está formado por el pasacalles "Cuatro Galanes", y por las siguientes mudanzas: "La Malva", "El Cerecero", "Los Pajarillos", "San Bernardo" o "El Santo" y "Los Tordos".
· Cuatro Galanes:
“Cuatro galanes cruzan el río
con ramos di oro menos el mío.
No llevan ramos, llevan vihuela
y es de galanes saber tañela.”
· San Bernardo o El Santo:
“San Bernardo patrones tuviera
y en medio de Codo la iglesia mayor.
Grande dicha sería de Codo
y adorno del pueblo con gran devoción.”
· La Malva:
"Florecida estaba la malva, dábale el sol y ella relumbraba.
La mañana de San Gil, riega la niña el jardín,
de aquí por allí, y estando en el huerto la liga perdí."

### Patrimonio

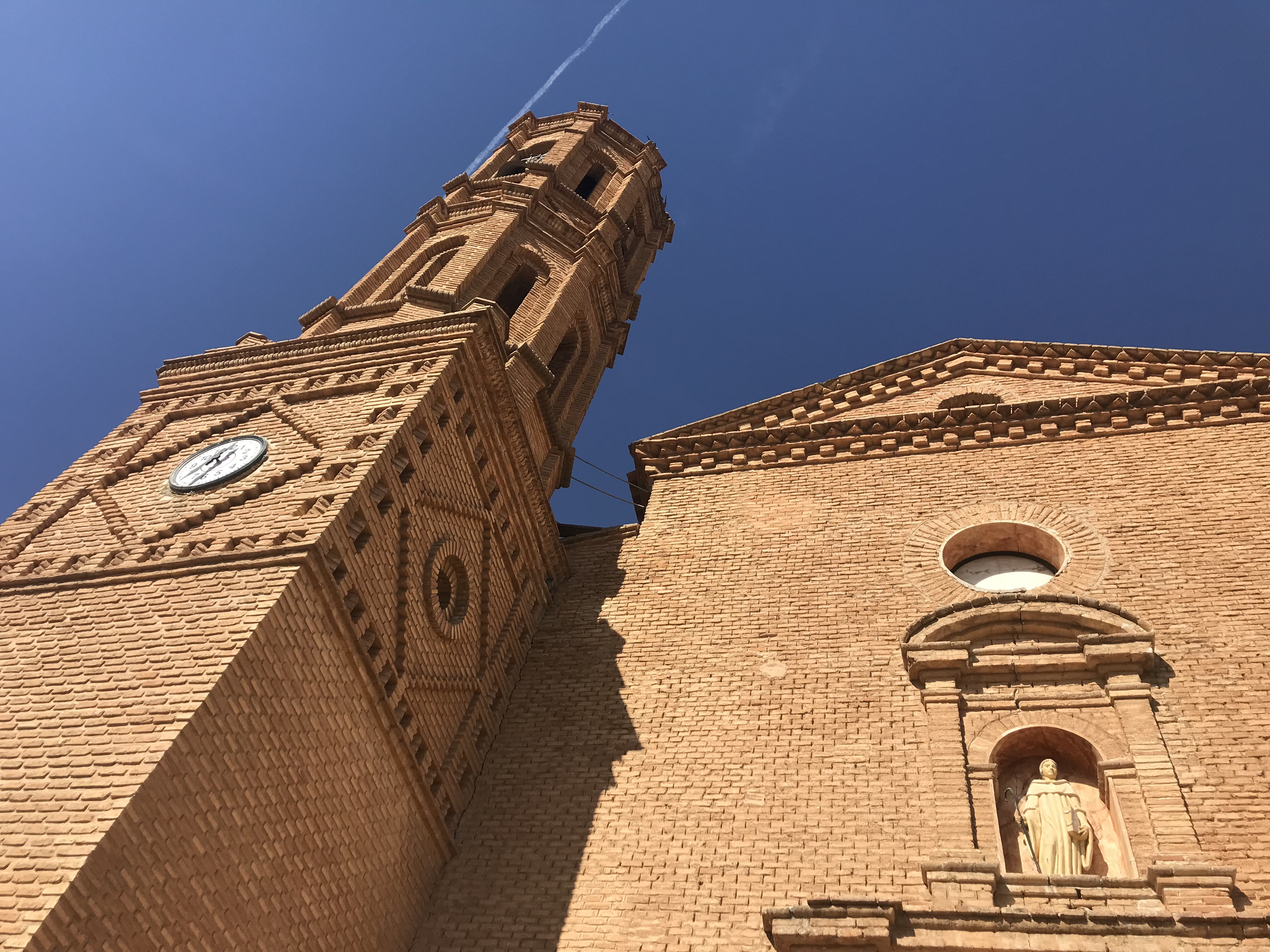
Iglesia de San Bernardo

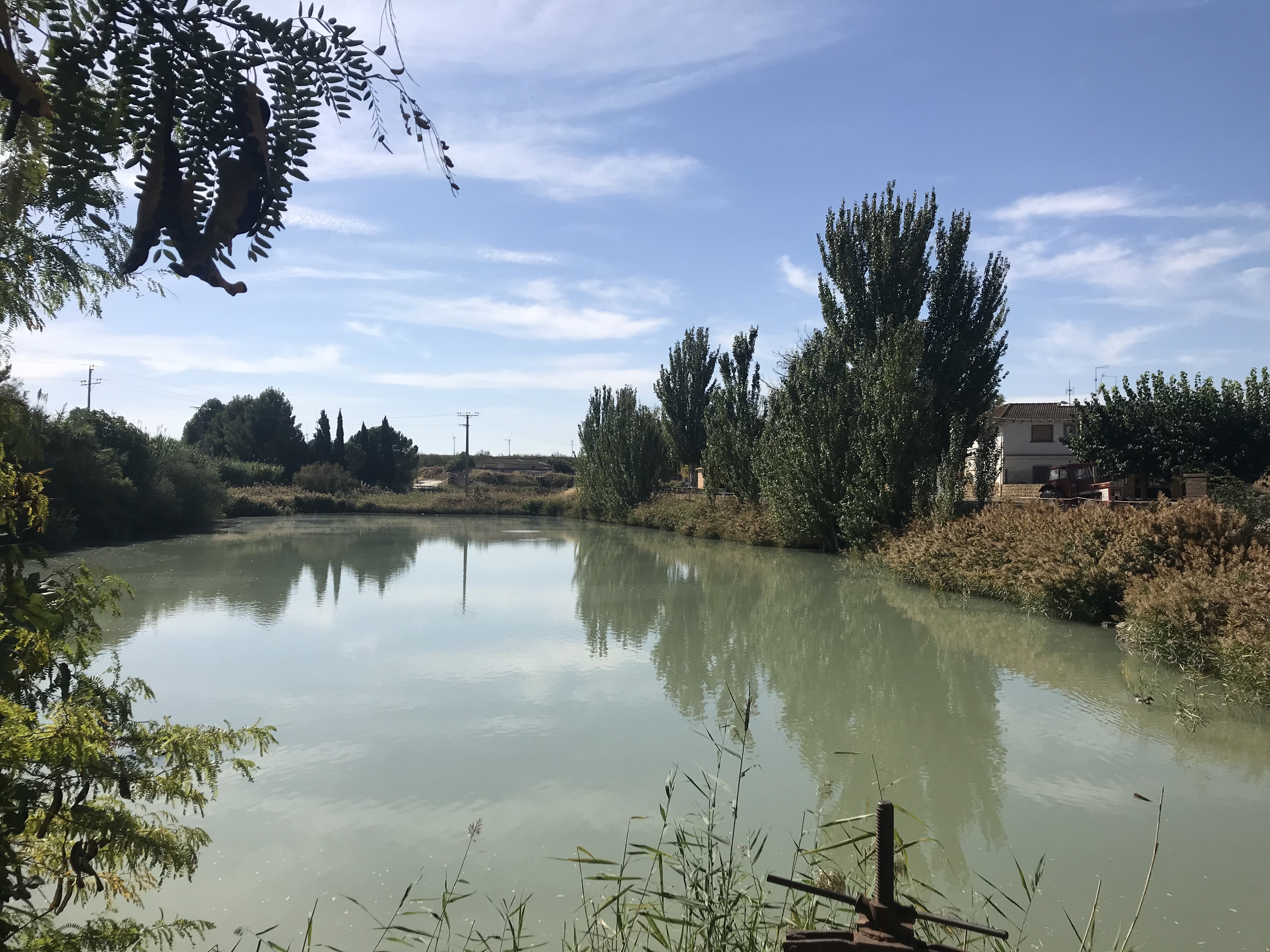
Balsa de Codo, junto al centro urbano

Son elementos destacables la torre mudéjar de la iglesia parroquial de San Bernardo. Construida a base de ladrillo y tapial en el siglo XVII, se levantó sobre la planta de otra iglesia anterior, de estilo mudéjar, al cual corresponde la torre, de base cuadrada y cuerpo superior octogonal. La construcción es en planta de cruz latina, en la que los cuatro tramos de la nave, los brazos del crucero y la cabecera están cubiertos por bóvedas de medio cañón con lunetos, mientras que el espacio central se remata con bóveda hemiesférica sobre pechinas, iluminada con linterna. A ambos lados de la nave se abren pares de capillas laterales por medio de arcos de medio punto, comunicadas entre sí y cubiertas con bóveda de arista.
El exterior, construido totalmente en ladrillo, muestra los volúmenes de dicha estructura con los contrafuertes que emergen entre las capillas. La fachada, en el hastial de los pies, se corona con un frontón triangular y comprende una portada de doble cuerpo -arco y hornacina-. A su lado, en el evangelio, se encuentra el campanario con un primer cuerpo ciego, de planta cuadrada, y dos superiores octogonales con vanos de medio punto y pilastras en las aristas, con remate de chapitel piramidal. La cúpula del crucero se manifiesta al exterior mediante un tambor octogonal con la correspondiente cúpula con ventanas.
Muestra una clásica estructura del barroco aragonés.
Junto al pueblo existieron las ruinas de un castillo del siglo XIV, que tuvo planta cuadrada y estaba flanqueado por torreones en los ángulos, la desidia y la insensatez supuso su desaparición.
Sus calles son hermosos ejemplos de arquitectura popular, la calle Mayor, Castillo, Virgen del Rosario y San Blas destacan por conservar edificios con encanto. Varias capillas adornan los muros de las calles más tradicionales. Junto a la iglesia de San Bernando, está la casa natal del escritor Benjamín Jarnes.

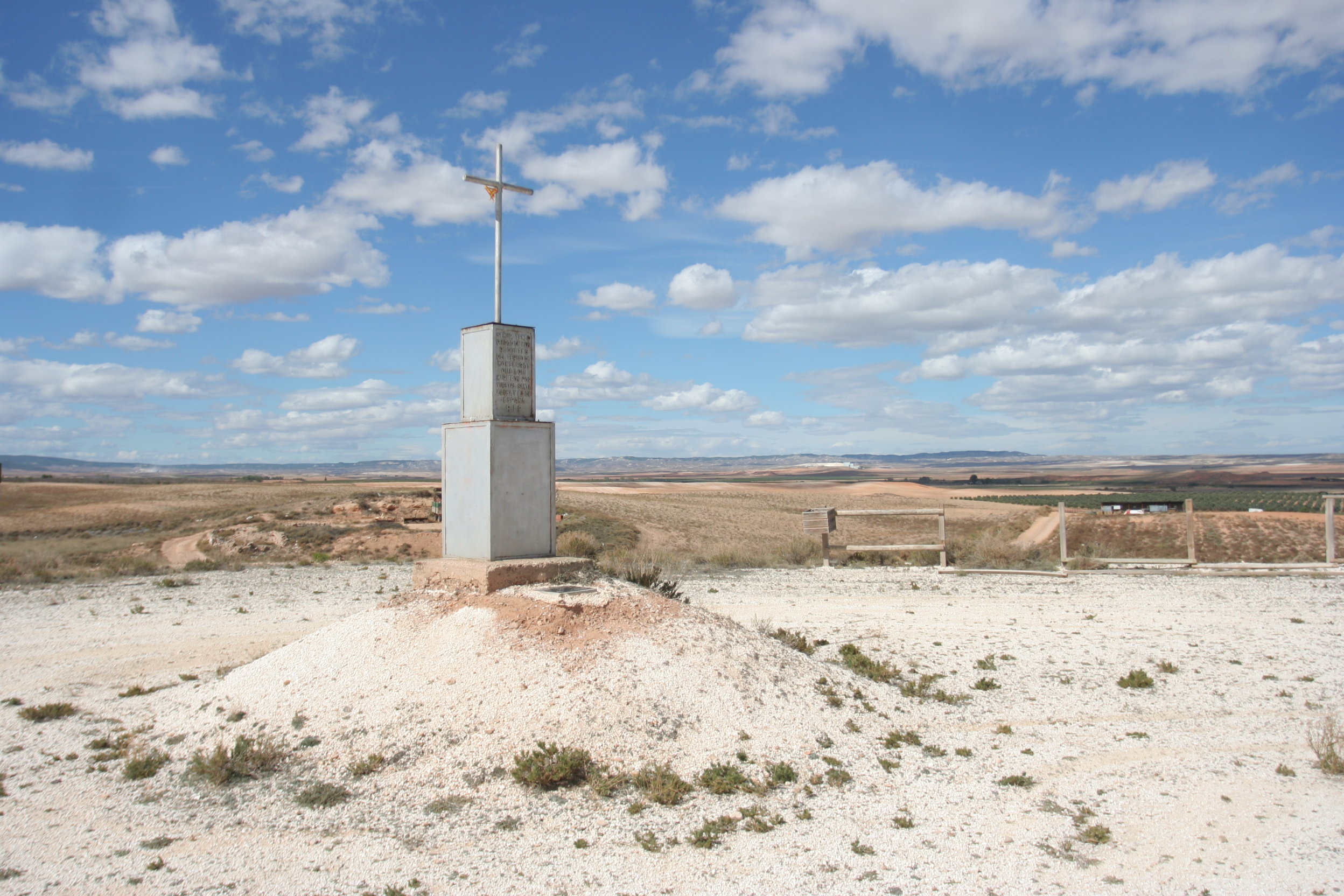
Monumento a los Requetés caídos

A destacar su singular lavadero público en proceso de restauración y conservación. Todo un ejemplo de los lavaderos cerrados en piedra y cubiertos en Aragón. Codo también conserva interesantes muestras de arquitectura de postguerra, como el nuevo Ayuntamiento, la "Casa del cura", las escuelas (actualmente derruidas y pasto de la desidia y el vandalismo), y la ermita de Ntra. Sra. de Montserrat situada en El Calvario, alto en el que se disfruta de una vista completa de la villa.

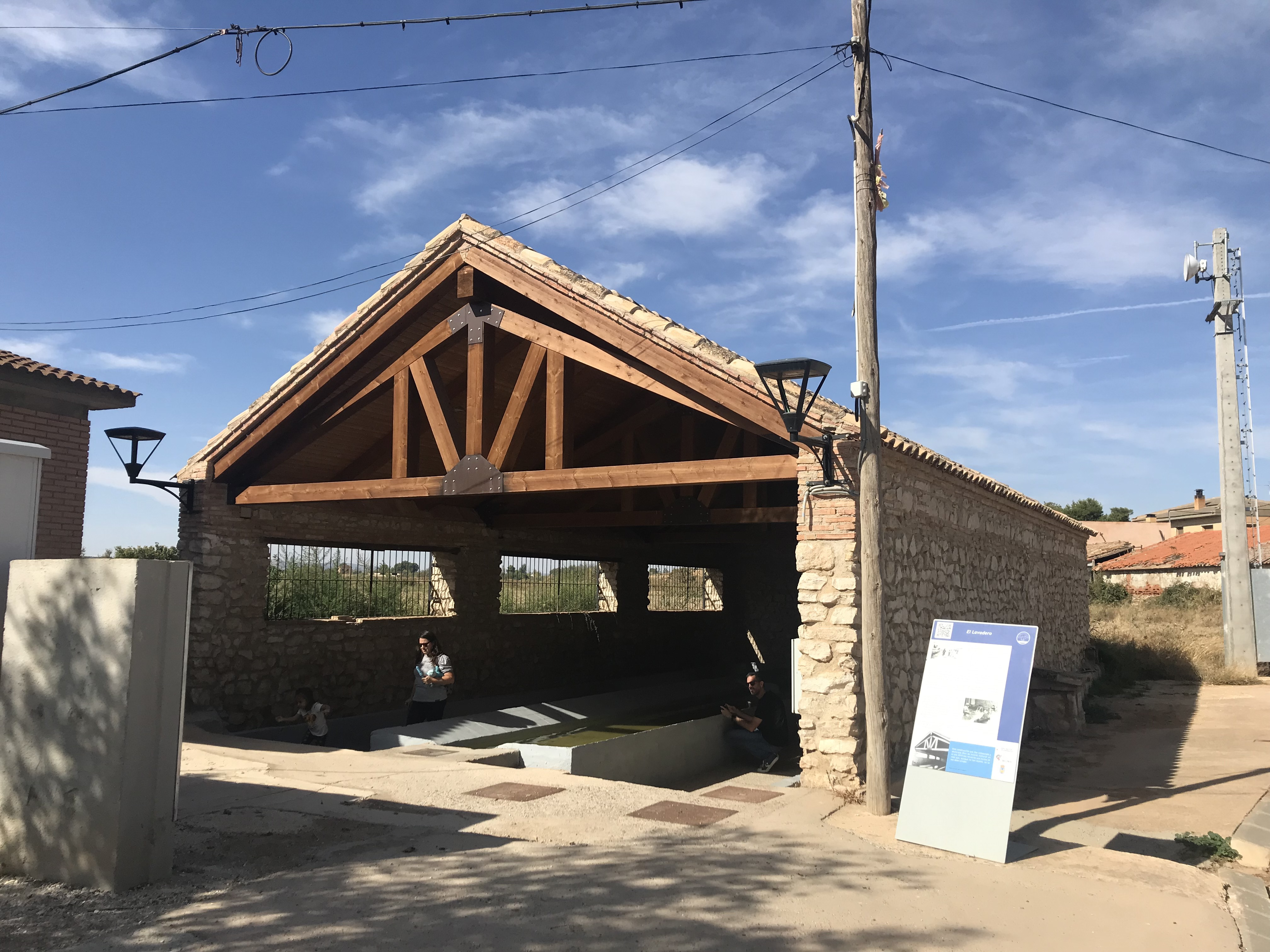
Lavadero de Codo

Las antiguas escuelas de Codo era un edificio construido expresamente para la función escolar. Era de planta en forma de "T". La entrada a su interior se realizaba a través de un pórtico abierto que al exterior se mostraba con un triple arco de medio punto (ligeramente de herradura en los laterales) de ladrillo. En su interior se dividía en tres clases, para niños, niñas y para párvulos. También disponían de aseos. Las paredes eran de zócalo de mampostería concertada a la vista, estaban revocadas salvo entre los arcos de la fachada donde quedaba a la vista ladrillo amarillo. Tenía cubierta a dos y tres aguas de tejas árabes sobre cañizos y vigas de madera, y alero de tejas. Las ventanas eran ortogonales. La salida al patio trasero era a través de un arco de medio punto de ladrillo muy rebajado.
En el aspecto natural, es un lugar de interés principal la reserva ornitológica de El Planerón a 5 km de la localidad de Codo. Con sus casi 700 hectáreas está incluida en la Red Natura 2000, declarada Lugar de Interés Comunitario LIC “El Planerón” y Zona de Especial Protección para las Aves ZEPA “Estepas de Belchite, El Planerón y La Lomaza” por sus destacables valores botánicos y ornitológicos. Fue creada por SEO/BirdLife en 1992.

## Personas destacadas
- Benjamín Jarnés (Codo, 7 de octubre de 1888- Madrid, 11 de agosto de 1949).

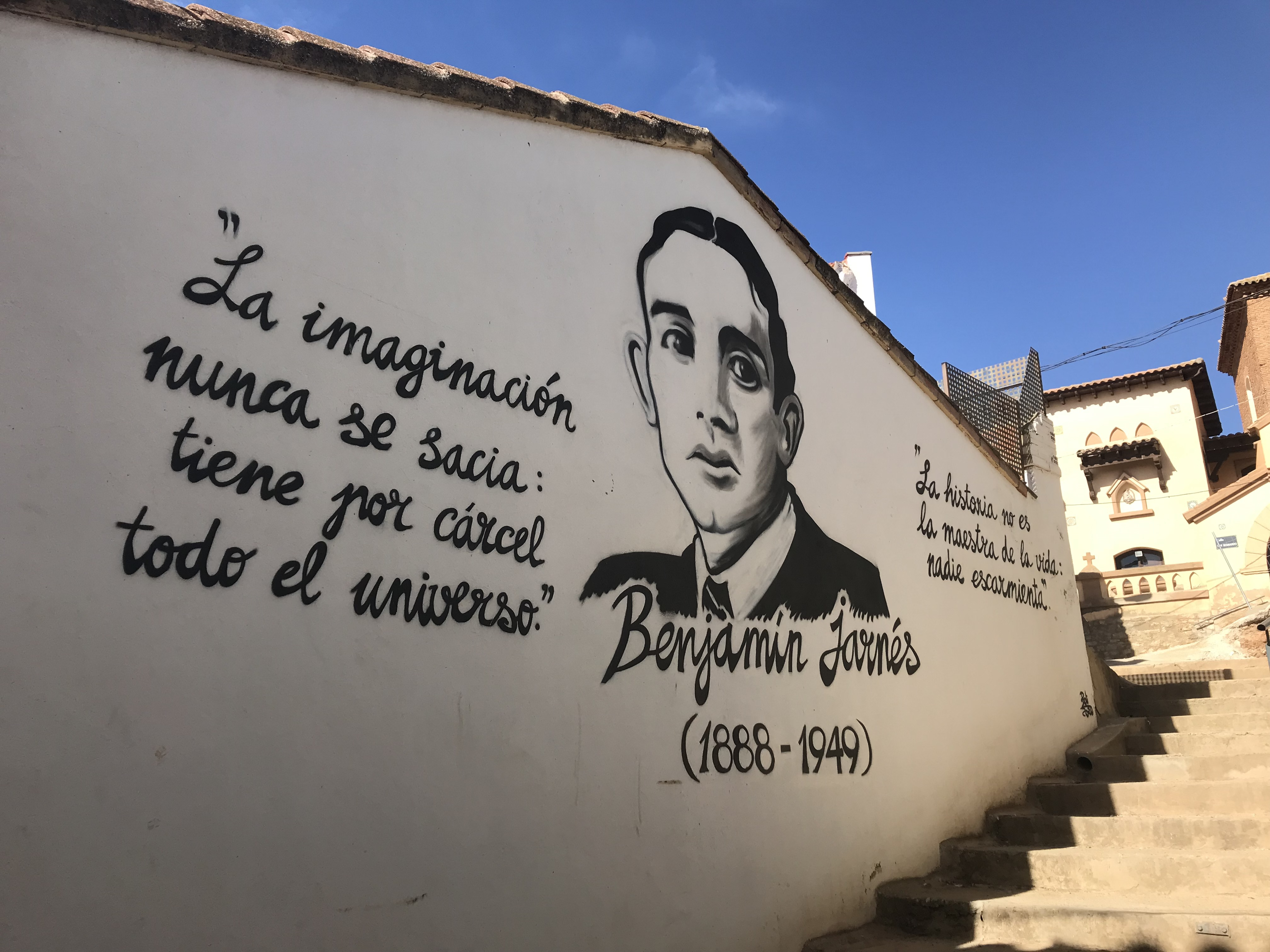
Mural en homenaje al escritor Benjamín Jarnés Millán en Codo.

Decimoséptimo hijo de Pedro Jarnés Aznar, sastre y sacristán de Codo, y Bernabea Millán Villagrasa. Es un novelista, narrador de cuentos y relatos breves, ensayista, biógrafo, crítico literario y traductor español perteneciente por edad a la generación del Novecentismo, si bien su producción literaria se enmarca dentro de la prosa de vanguardia, por lo que se enmarca en la Generación del 27. Fue crítico de la Revista de Occidente, que dirigía Ortega y Gasset. Ingresa en el Seminario de Zaragoza en 1900 hasta 1909. Realiza el servicio militar y se queda en el ejército. En 1916, terminados lo estudios de Magisterio, se casa con Gregoria Bergua. Obtiene destino en el Cuerpo Auxiliar de Intendencia en Larache. A final de 1920 se traslada a Madrid al parque de Intendencia y aquí empieza su carrera literaria. Se exilió a México pero regresó muy enfermo en 1948.
Prólogo de Viviana y Merlín:
Hay en Aragón enormes extensiones donde apenas crece sino un poco de esparto. En una de ellas, a distancia de unos pocos kilómetros y de algo más de un siglo, nació Goya y nací yo. Él, en Fuendetodos, y yo, en Codo. Como Goya, fui a Zaragoza, y como Goya, caí después en Madrid. Uno, a pintar muy bien, y otro, a escribir como se puede. Me gustaría desterrarme también por algo y morir, como él, en Burdeos o China.
En su obra "Mosén Pedro" recuerda el viejo castillo de Codo, ya desaparecido totalmente, salvo su recuerdo en Bandera y Escudo oficial:
Recuerdo un viejísimo castillo desmoronado que se alzaba a las afueras del pueblo donde nací. Aquel castillo sólo era un enorme jaulón desvencijado y abierto, de donde habrían huido ya hasta los pájaros de la leyenda, porque ni leyenda tenía o, al menos, yo nunca la supe. Eran cuatro altos paredones, rasgados por enormes heridas que vendaban magníficos tapices de hiedra.
- Leandro Aína Naval, nacido en Codo en 1902, Canónigo de la catedral-basílica de Nuestra Señora del Pilar de Zaragoza, fue relevante publicista y redactor religioso del periódico El Noticiero, así como director de la revista El Pilar. Escritor y articulista, destaca su obra "El milagro de Calanda a nivel histórico: estudio crítico de los documentos que lo atestiguan, el ambiente y la época" de 1972. Catedrático de Teología Fundamental del Seminario Metropolitano de Zaragoza y Consiliario de diversas entidades y obras apostólicas.

Implicado en la desaparición entre 1952 y 1953 de incunables, códigos y manuscritos de la Seo de Zaragoza, así como folletos medievales de enorme importancia, sumando un total de 583 volúmenes. Fue condenado por hurto a la pena de 2 años, 4 meses y 1 día de prisión. Posteriormente fue indultado por el gobierno de Francisco Franco.
- Dionisio Carreras Salvador (Codo, 9 de octubre de 1890 - 16 de julio de 1949).

También conocido como "El Campana", fue un atleta continuador de la gran tradición de andarines aragoneses. Fue un pionero del cambio del atletismo popular de las pollaradas hacia el atletismo moderno en Aragón. Fue campeón de campo a través de Aragón, campeón de España de maratón y llegó a competir en la maratón en los Juegos Olímpicos de 1924, obteniendo un meritorio noveno lugar, a pesar de equivocar el trayecto en la parte final de la carrera. Tras su repentino fallecimiento a los 58 años, se extendió un dicho por la Comarca que decía: "no corras tanto que se te reventará la hiel como al Campana". En 1973, a título póstumo, se le concede la Medalla de Plata de la Federación Aragonesa de Atletismo. En Codo se le dedicó una calle en 2006 y también ha puesto nombre al pabellón municipal en 2008.